# Paul Voigt
Paul Gustavus Adolphus Helmuth Voigt (født 9. december 1901 i London, død 9. februar 1981 i Brighton (Ontario)) var en engelsk opfinder og lydpioner.
Hans tyske forældre immigrerede til England i slutningen af det 19. århundrede.
Han studerede på Dulwich College og University College London og blev Bachelor of Science i elektroteknik i 1922. Han havde allerede publiceret sin første artikel i Wireless World i 1920.
Han begyndte derefter at arbejde for J. E. Hough, Ltd., Edison Bell Works (jf. The Winner Records), hvor han hovedsageligt arbejdede med radioteknologi. Han udviklede også mikrofoner, forstærkere, transformere, pickupper og højttalere. Hos Edison Bell begyndte han at udvikle sit Traktrix-Horn til biografer.
Efter at Edison Bell blev overtaget af Decca som følge af den økonomiske krise i 1932, grundlagde han sit eget firma Voigt Patents Ltd. i Sydenham, London i 1933, hvor han fortsatte med at fremstille biografhøjttalere, Moving Coil pickup og et hjørnehorn (voigthorn (sv)) blev udviklet.
I 1934 mødte han (Oliver Peter?) O.P. Lowther fra Lowther Manufacturing Company Ltd., som han arbejdede sammen med og udgav Lowther-Voigt Radio i 1936.
Efter 2. Verdenskrig blev nye permanente magneter tilgængelige, og han udviklede en højttaler med en magnetisk flux på 2,3 Tesla i luftgabet.
I 1946 var han et af de første medlemmer af British Cinematography Society.
På grund af sine tyske aner fik han problemer i England. I 1950 solgte han sit firma til Lowther og flyttede til Toronto. Hans nye forretning slog fejl som følge af Koreakrigen, og han underviste i elektronik. I 1960 flyttede han til Ottawa, hvor han arbejdede for den canadiske regering om radioreglement indtil sin pensionering i 1969.
Han fik antaget 32 britiske patenter.